# Ursula Doleschal
Ursula Doleschal (* 1963 in Wien) ist eine österreichische Slawistin.

## Leben und Wirken
Ursula Doleschal studierte von 1981 bis 1989 Allgemeine Sprachwissenschaft und Slawistik an der Universität Wien. 1983 bis 1984 absolvierte sie ein Auslandsstudium an der Moskauer staatlichen Universität (Stipendium des Bundesministeriums für Wissenschaft und Forschung). 1989 bis 1993 folgte das Doktoratsstudium der Slawistik an der Universität Wien. 1990 war sie als Deutschlektorin am Istituto universitario orientale (Neapel) tätig. 1997 bis 1998 folgten Forschungsaufenthalte in verschiedenen slawischen Ländern (Schrödinger-Programm des Fonds zur Förderung der wissenschaftlichen Forschung (FWF)).
Im Jahr 2000 habilitierte sich Ursula Doleschal an der Wirtschaftsuniversität Wien und erhielt die Venia legendi in Slawischer Sprachwissenschaft.
Von 1990 bis 2003 war sie Universitätsassistentin und außerordentliche Universitätsprofessorin am Institut für Slawische Sprachen der Wirtschaftsuniversität Wien. Nach der Zeit als Gastprofessorin (2002 bis 2003) ist sie Universitätsprofessorin am Institut für Slawistik der Alpen-Adria-Universität Klagenfurt. Seit 2004 ist sie wissenschaftliche Leiterin des SchreibCenters der Universität Klagenfurt.
Ihre Forschungsschwerpunkte sind Allgemeine Sprachwissenschaft, Angewandte Sprachwissenschaft, Feministische Linguistik, Grammatiktheorie, Mehrsprachigkeitsforschung, Morphologie, Slawistik, Sprache und Geschlecht und Wissenschaftliches Schreiben.
Ursula Doleschal ist Gründungsmitglied der JungslavistInnen.

## Publikationen (Auswahl)
- mit Carmen Mertlitsch, Birgit Huemer, Jennifer Steiner,: Über diesen Band: Ergebnisse eines innovativen Tagungskonzeptes. In: Ursula Doleschal, Carmen Mertlitsch, Katrin Girgensohn, Melanie Brinkschulte, Sabine Dengscherz, Ruth Wiederkehr, Birgit Huemer (Hrsg.): Schreibwissenschaft - eine neue Disziplin. Böhlau Verlag, Wien, Köln, Weimar 2020, ISBN 978-3-205-20974-4, S. 9–24, doi:10.7767/9783205209768.9.
- mit Gizela Mikić: Codeswitching bei Herkunftssprecher_innen des Bosnischen oder Kroatischen. Eine Untersuchung an Material aus Kärnten. In: Wiener Slawistischer Almanach. Band 81, 2018, S. 57–72.
- Zur Effektivität eines zweisprachigen Unterrichtsmodells für die Pflege und Erhaltung des Slowenischen in Kärnten. In: Grit Mehlhorn, Bernhard Brehmer (Hrsg.): Potenziale von Herkunftssprachen: Sprachliche und außersprachliche Einflussfaktoren (= Forum Sprachlehrforschung). Band 14. Stauffenburg Verlag, Tübingen 2018, ISBN 978-3-95809-141-2, S. 239–258.
- Multilingualism in Carinthia: The case of Slovene and the Slovene minority. In: Alexander Onysko and Eva-Maria Graf and Nikola Dobric and Günther Sigott and Werner Delanoy (Hrsg.): The Polyphony of English Studies. A Festschrift for Allan James. arr Francke Attempto Verlag GmbH + Co. KG, Tübingen 2017, ISBN 978-3-8233-8140-2, S. 145–162.
- Anna Maria Perissutti, Sonja Kuri, Ursula Doleschal: WRILAB2. A Didactical Approach to Develop Text Competences in L2. Band 3. LIT Verlag, 2016, ISBN 978-3-643-90859-9.
- Ursula Doleschal, Sonja Kuri: WRILAB2: On-line Reading and Writing Laboratory for Czech, German, Italian and Slovenian L2. In: Anna Maria Perissutti, Sonja Kuri, Ursula Doleschal (Hrsg.): WRILAB2. A Didactical Approach to Develop Text Competences in L2. LIT Verlag, Münster 2016, ISBN 978-3-643-90859-9, S. 23–36.
- mit Anzhelika Heigl: Deutschsprachige Artikel zur slawistischen Sprachwissenschaft als Mittel der fachlichen und sprachlichen Sozialisation – eine problematische Annäherung an die Disziplin. In: Linguistik online. Band 76, Nr. 2, 2016, S. 85–98, doi:10.13092/lo.76.2815 (unibe.ch).
- Gender marking. In: Peter O. Müller, Ingeborg Ohnheiser, Franz Rainer, Susan Olsen (Hrsg.): Word-Formation (= Handbücher zur Sprach- und Kommunikationswissenschaft). Band 40/2. De Gruyter Mouton, Berlin & New York 2015, ISBN 978-3-11-024626-1, S. 1159–1171, doi:10.1515/9783110246278-020 (academia.edu).
- mit Marie-Stefanie Knapitsch: Wie soll, kann oder muss man das Zahlwort im Russischen deklinieren? In: Wiener Slawistischer Almanach. 1. Auflage. Kubon & Sagner / Verlag Otto Sagner, München 2012, S. 307–326.
- mit Tilmann Reuther, Volodymyr Dubichynskiy: Suržik: leksiko-grammatičeskij i sociolingvističeskij analiz (na materiale autentičnych audiozapisej teleperedači). In: Russkij jazyk v naučnom osveščenii. Band 22, Nr. 2, 2011, S. 247–267.
- Nominale Kategorien: Genus / Nominal Categories: Gender. In: Die slavischen Sprachen. The Slavic Languages. 1. Auflage. Walter de Gruyter GmbH & Co. KG, Berlin, New York 2009, S. 143–152.
- mit H. Gruber: Wissenschaftliches Schreiben abseits des englischen Mainstreams. Academic Writing in Languages Other than English. Band 25. Peter Lang Verlagsgruppe, Frankfurt 2007, ISBN 978-3-631-54232-3.
- Genus als grammatische und textlinguistische Kategorie. Eine kognitiv-funktionalistische Untersuchung des Russischen. Band 24. Lincom GmbH, 2004, ISBN 3-89586-313-0.
- Ursula Doleschal, I. van Leeuwen-Turnovcová, K. Wullenweber, F. Schindler (Hrsg.): Genderforschung in der Slawistik. Band 55, 2002 (uni-muenchen.de [PDF]).
- Das generische Maskulinum im Deutschen. Ein historischer Spaziergang durch die deutsche Grammatikschreibung von der Renaissance bis zur Postmoderne. In: Linguistik online. Nr. 11, 2002, S. 39–70, doi:10.13092/lo.11.915 (linguistik-online.de).
- mit Sonja Schmid: Russian. Doing gender in Russian: Structure and perspective. In: H. Bussmann, M. Hellinger (Hrsg.): Gender across languages. An International Handbook. Band 1, 2001, S. 253–282, doi:10.1075/impact.9.16dol.
- mit Anna Thornton: Extragrammatical and Marginal Morphology. Band 12, 2000, ISBN 3-89586-590-7.
- Gender Assignment Revisited. In: B. Unterbeck, M. Rissanen (Hrsg.): Gender in Grammar and Cognition. Band 1, 2000, S. 109–155.
- Movierung im Deutschen. Eine Darstellung der Bildung und Verwendung weiblicher Personenbezeichnungen. 1992.
- R. Wodak, G. Feistritzer, S. Moosmüller, U. Doleschal: Sprachliche Gleichbehandlung von Frau und Mann. Linguistische Empfehlungen zur sprachlichen Gleichbehandlung von Frau und Mann im öffentlichen Bereich. 1987.